# Espen Stokkeland
Espen Stokkeland (* 4. Juli 1968 in Kristiansand, Vest-Agder) ist ein ehemaliger norwegischer Segler. 

## Erfolge
Espen Stokkeland nahm an zwei Olympischen Spielen für Norwegen in der Bootsklasse Soling teil. Unter Skipper Herman Horn Johannessen war er 1996 in Atlanta neben Paul Davis Crewmitglied des norwegischen Bootes, das die Regatta auf dem neunten Platz beendete. Auch bei den Olympischen Spielen 2000 in Sydney bildeten Stokkeland, Davis und Johannessen die Besatzung des norwegischen Teilnehmerbootes. Die im Fleet Race ausgetragene Vorrunde schlossen sie auf dem ersten Platz ab, sodass sie direkt für das Viertelfinale qualifiziert waren, das im Match Race ausgetragen wurde. Als Vierte erreichten sie knapp das Halbfinale, in dem sie dem von Jesper Bank geführten dänischen Boot mit 1:3 unterlagen. Im Duell um die Bronzemedaille setzten sie sich schließlich mit 3:1 gegen die Niederlande durch.
Stokkeland lebt in Fornebu, einer Halbinsel in der Kommune Bærum zwischen Oslo und Asker.